# English, Fitz or Percy
"English, Fitz or Percy" es el quinto capítulo de la primera temporada de la serie de televisión Prison Break, el cual salió al aire el 19 de septiembre del año 2005, en los  Estados Unidos.

## Resumen
Cuando el alcaide de la prisión, Henry Pope (Stacy Keach), niega el pedido de transferencia de Michael a Kellerman (Paul Adelstein) y a Hale (Danny McCarthy). Kellerman le entrega a Henry un archivo que dice "Toledo". Pope le dice que su esposa ya sabe sobre Toledo, pero luego Kellerman abre el archivo y le muestra una foto de un joven muerto y Henry se queda sin habla.
Michael (Wentworth Miler) les cuenta a Lincoln (Dominic Purcell), Abruzzi (Peter Stormare) y a Sucre (Amaury Nolasco) que el próximo paso en su plan es averiguar si excluir a English, Fitz o a Percy. Entonces, llega Henry y le dice a Michael que lo van a transferir, Michael está atónito, pero piensa rápido y le dice que es el hermano de Lincoln y le pide tan solo espere hasta la ejecución de su hermano, para acompañarlo. Henry le responde que tendría que habérselo dicho antes y que la transferencia ya está en curso y sigue en pie. Michael le dice a Lincoln que va a intentar subirse al techo a la noche y Lincoln lo regaña por darle esperanzas después de haberse rendido. Verónica (Robin Tunney) y Nick (Frank Grillo) miran la cinta del asesinato de Terrence Steadman, y Nick ve varias pistas de que la escena está armada como por ejemplo, que la muñeca de Lincoln no se mueve cuando se dispara el arma. Verónica le pregunta cómo pueden probarlo y Nick dice que conoce a alguien que puede ayudarlos. 
En la sala de comida, Michael le dice a Abruzzi que necesitarán la llave de la que hablaron para las 5:05 de esa tarde, luego se sienta con Westmoreland (Muse Watson) y este le dice que puede hacer que la transferencia se demore si completa una petición declarando que una enfermedad le impide cambiar de prisión. Más tarde, Sara (Sarah Wayne Callies) se entera, por medio de una enfermera, de que Lincoln y Michael son hermanos. Bellick le entrega a Henry la petición de Michael que dice que tiene sinusitis para así tratar de demorar su transferencia.
Más tarde, en la celda de Michael, Sucre cuelga una fila de ropa mojada frente al inodoro y Michael empieza a desatornillarlo. Como parte del plan, uno de los amigos de Abruzzi golpea a un guardia y, durante la pelea, toma un jabón, lo presiona contra la llave del guardia y luego le pasa el jabón a Abruzzi. Michael se mete en el agujero de la pared de la celda y va hacia las pasarelas que lo llevan al techo. Cuando está volviendo, se paraliza al ver a un hombre de mantenimiento justo delante de él. Mientras el hombre de mantenimiento fuma un cigarrillo, Michael se sugeta de unos tubos en lo alto. Cuando el hombre se va, Michael vuelve a su celda y le cuenta a Sucre que pudo ir al techo: "ahora sólo hay que calcular el tiempo". Abruzzi observa cómo uno de sus compañeros pone plástico derretido sobre la forma de la llave que ha quedado impresa en el jabón, formando así una llave de plástico.  
Nick y Verónica vuelven a mirar la cinta con el experto en video Chaz Fink (Joe Miñoso), quien se da cuenta de que, en el garaje, el disparo no hace el eco que tendría que hacer si realmente hubiera sucedido allí. Verónica le pregunta a Chaz si testificaría esto, pero él dice que tendría que ver la cinta original primero. 
De vuelta en la prisión, Michael ayuda a Henry con su Taj Mahal. Henry se va a las 5:00, pero Michael dice que el pegamento todavía no está seco en el palito que él está sosteniendo. Henry entonces se va y le pide a Michael que le avise a su secretaria Becky (Jennifer Joan Taylor) cuando esté listo para irse. Después de que se va, Michael suelta el palito, el cual está perfectamente pegado, y estudia un conducto de ventilación que está en el techo de la oficina. Un poco después. Abruzzi, haciendo tareas de portero, deja la nueva llave de plástico en la puerta que da a la habitación del Taj Mahal. Michael la toma, cierra con llave y se mete entre un grupo de presos que vuelven de la sala de comida. 
Cuando Sara le hace un chequeo médico a Lincoln, admite que sabe que es el hermano de Michael y le pregunta sobre la relación. Más tarde, Michael observa los nombres English, Fitz y Percy que aparecen en su tatuaje, le dice a Sucre que ya es la hora y empieza a sacar el inodoro de la pared. Mientras, Verónica y Nick van a la Sala de Archivos para buscar la cinta de video original empleada en el juicio de Lincoln, un empleado los detiene un rato, pero luego admite que la cinta se dañó la noche anterior por el estallido de unas cañerías. 
En la prisión, Michael trepa a un techo que está justo arriba de la oficina de Henry. Luego Bellick, al chequear que todos estén en la cama, descubre que Michael no está en su celda y dispara la alarma. Las sirenas suenan, las luces iluminan todo y Michael permanece quieto en el techo. Mientras Michael permanece acostado en el techo, Bellick interroga a Sucre, este le dice que no sabe nada. Luego otro guardia informa que Becky dice que Michael todavía está en la oficina de Pope. Michael ve cómo los autos policía llegan desde calles cercanas: English, Percy; y Fitz, la última, sigue vacía. Un rato más tarde, legan los guardias y Henry a la oficina, donde Michael esta justo donde Henry lo dejó, sosteniendo el palito en el Taj Mahal. Michael jura que ha estado allí todo el tiempo y Becky dice que nunca lo vio salir. Luego, camino a la celda, Henry le recuerda a Michael que la transferencia se llevará a cabo el día siguiente, Michael se preocupa por esto.
Al mismo tiempo, Verónica y Nick vuelven al departamento y se encuentran con que alguien lo ha registrado y que la cinta ya no está. Verónica se pregunta quién sabía de la existencia de la cinta y se la pudo llevar, luego cae en la cuenta de que la única persona con esas características es Nick. A la mañana siguiente, Bellick saca a Michael de la cama, quien pone la llave Allen dentro de las alas del cisne de origami, lo deja sobre la almohada de Sucre y le dice a Sucre que Fitz era la respuesta. Mientras Bellick se lleva a Michael, Abruzzi le ordena a uno de sus amigos que llame a su esposa y que le diga que saque a sus hijos del país. Henry observa desde su oficina, pero finalmente no lo puede soportar y arroja el archivo "Toledo" en la trituradora de papel. Bellick lleva a Michael al vehículo de transporte, mientras Kellerman y Hale están cerca. En ese momento llega Henry, mira a los agentes con actitud desafiante y dice que Michael no puede ser transferido. Más tarde, en su casa, le dice a Judy (Deanna Dunagan), su esposa, que hay algo que tiene que contarle. Kellerman y Hale llaman por teléfono a la ama de casa de Idaho y le dicen que la transferencia no se realizó. Entonces ella les ordena hacer lo que tendrían que haber hecho desde un principio: matar a Lincoln.